# Trevor Morris (fotbalista)
Trevor Morris (6. září 1920 – 3. února 2003) byl velšský fotbalista.

## Život
Narodil se ve vesnici Gorslas v jihovelšském hrabství Carmarthenshire jako syn horníka. V roce 1938 se stal členem klubu Ipswich Town FC. První zápas odehrál až 6. května 1939, což byl poslední den fotbalové sezóny, proti Bournemouthu. S vypuknutím druhé světové války svou kariéru byl nucen ukončit, neboť si při hostování v Cardiff City FC poranil nohu. Během války působil v Královském letectvu. V roce 1946 se vrátil k fotbalu, ale již ne jako hráč, byl asistentem manažera, později manažerem týmu Cardiff City FC. Zde na postu manažera působil v letech 1954 až 1958. Stejnou pozici následně až do roku 1965 vykovánal v Swansea City AFC. V roce 1976 mu byl za služby velšskému fotbalu udělen Řád britského impéria. Zemřel ve věku 83 let v Nottinghamu.